# Павел Врба
Павел Врба (чеськ. Pavel Vrba, нар. 6 грудня 1963, Пршеров) — колишній чехословацький та чеський футболіст. По завершенні ігрової кар'єри — футбольний тренер. З 2021 року очолює тренерський штаб празької «Спарти».

## Ігрова кар'єра
Народився 6 грудня 1963 року в місті Пршеров. Вихованець юнацьких команд футбольних клубів «Пршеров» та «Банік».
У дорослому футболі дебютував 1981 року виступами за «Простейов», в якому провів один сезон.
Своєю грою за цю команду привернув увагу представників тренерського штабу клубу «Уніон», до складу якого приєднався 1982 року. Відіграв за команду з Хеба наступні два сезони своєї ігрової кар'єри.
1984 року уклав контракт з клубом «Банік» (Острава), у складі якого провів наступний рік своєї кар'єри гравця.
З 1985 року вісім сезонів захищав кольори команди клубу «Банік» (Гавіржов).
1993 року перейшов до рідного клубу «Пршеров». Завершив професійну кар'єру футболіста виступами за клуб у 1994 році

## Кар'єра тренера
Розпочав тренерську кар'єру відразу ж по завершенні кар'єри гравця, 1994 року, очоливши тренерський штаб клубу «Пршеров», де пропрацював два роки.
Після цього довгий час пропрацювавши помічником головного тренера в «Баніку» з Острави, наприкінці 2003 року очолив клуб після відходу Еріха Цвієртни. Свій перший матч під управлінням Врби «Банік» програв празькій «Славії» з рахунком 0:7.
2004 року Врба відправився до Словаччини, де тренував спочатку «Матадор» (Пухов), а потім «Жиліну».
У сезоні 2006/2007 виграв з «Жиліною» Чемпіонат Словаччини, а в наступному сезоні срібні медалі.
2008 року очолив «Вікторію», а вже 2010 року під його керівництвом «Вікторія» виграла Кубок Чехії. Також, 2010 року Врба був визнаний тренером року в Чехії. У сезоні 2011/12 Вікторія вперше в історії стає Чемпіоном Чехії та виграє Суперкубок. У наступному сезоні Вікторія стає призером Гамбрінус-ліги, завоювавши бронзові медалі. І в сезоні 2012/2013 Вікторія знову стає Чемпіоном, а Врба знову визнається тренером року в Чехії.
Незважаючи на наявність контракту з «Вікторією» до червня 2015 року, Чеська Футбольна асоціація за 8 млн. чеських крон викупила контракт тренера і він був оголошений новим менеджером національної збірної Чехії у листопаді 2013 року. Його останньої грою на чолі «Вікторії» був матч групового етапу Ліги чемпіонів УЄФА проти московського ЦСКА, який чеський клуб виграв з рахунком 2-1, тим самим здобувши собі місце в наступному етапі Ліги Європи.
З 1 січня 2014 року Павел Врба очолив збірну Чехії. Під його керівництвом чеська збірна успішно подолала відбір на Чемпіонат Європи 2016 року, посівши перше місце у своїй відбірковій групі, де їй протистояли зокрема команди Ісландії, Туреччини і Нідерландів. Утім безпосередньо на Євро-2016 чехи не зуміли подолати груповий етап, здобувши лише одну нічию у трьох іграх. Після завершення континентальної першості Врба залишив національну команду.
Невдовзі був запрошений до російського «Анжі», в якому пропрацював лише протягом половини року. Влітку 2017 року знову отримав запрошення очолити пльзенську «Вікторію», з якою працював протягом 2,5 років.
Протягом 2020 року працював у Болгарії, очолюючи «Лудогорець», а на початку 2021 року був призначений головним тренером празької «Спарти».
| Дата       | Місто      | Господарі  | Результат | Гості          | Турнір             | Голи | Примітки |
| ---------- | ---------- | ---------- | --------- | -------------- | ------------------ | ---- | -------- |
| 5-3-2014   | Прага      | Чехія      | 2 – 2     | Норвегія       | товариський матч   | 2    |          |
| 21-5-2014  | Гельсінкі  | Фінляндія  | 2 – 2     | Чехія          | товариський матч   | 2    |          |
| 3-6-2014   | Оломоуць   | Чехія      | 1 – 2     | Австрія        | товариський матч   | 1    |          |
| 3-9-2014   | Прага      | Чехія      | 0 – 1     | США            | товариський матч   | -    |          |
| 9-9-2014   | Прага      | Чехія      | 2 – 1     | Нідерланди     | Відбір до ЧЄ 2016  | 2    |          |
| 10-10-2014 | Стамбул    | Туреччина  | 1 – 2     | Чехія          | Відбір до ЧЄ 2016  | 2    |          |
| 13-10-2014 | Нур-Султан | Казахстан  | 2 – 4     | Чехія          | Відбір до ЧЄ 2016  | 4    |          |
| 16-11-2014 | Пльзень    | Чехія      | 2 – 1     | Ісландія       | Відбір до ЧЄ 2016  | 2    |          |
| 28-3-2015  | Прага      | Чехія      | 1 – 1     | Латвія         | Відбір до ЧЄ 2016  | 1    |          |
| 31-3-2015  | Жиліна     | Словаччина | 1 – 0     | Чехія          | товариський матч   | -    |          |
| 12-6-2015  | Рейк'явік  | Ісландія   | 2 – 1     | Чехія          | Відбір до ЧЄ 2016  | 1    |          |
| 3-9-2015   | Пльзень    | Чехія      | 2 – 1     | Казахстан      | Відбір до ЧЄ 2016  | 2    |          |
| 6-9-2015   | Рига       | Латвія     | 1 – 2     | Чехія          | Відбір до ЧЄ 2016  | 2    |          |
| 10-10-2015 | Прага      | Чехія      | 0 – 2     | Туреччина      | Відбір до ЧЄ 2016  | -    |          |
| 13-10-2015 | Амстердам  | Нідерланди | 2 – 3     | Чехія          | Відбір до ЧЄ 2016  | 3    |          |
| 13-11-2015 | Острава    | Чехія      | 4 – 1     | Сербія         | товариський матч   | 4    |          |
| 17-11-2015 | Вроцлав    | Польща     | 3 – 1     | Чехія          | товариський матч   | 1    |          |
| 24-3-2016  | Прага      | Чехія      | 0 – 1     | Шотландія      | товариський матч   | -    |          |
| 29-3-2016  | Стокгольм  | Швеція     | 1 – 1     | Чехія          | товариський матч   | 1    |          |
| 27-5-2016  | Куфштайн   | Чехія      | 6 – 0     | Мальта         | товариський матч   | 6    |          |
| 1-6-2016   | Інсбрук    | Росія      | 1 – 2     | Чехія          | товариський матч   | 2    |          |
| 5-6-2016   | Прага      | Чехія      | 1 – 2     | Південна Корея | товариський матч   | 1    |          |
| 13-6-2016  | Тулуза     | Іспанія    | 1 – 0     | Чехія          | ЧЄ 2016 - 1-й етап | -    |          |
| 17-6-2016  | Сент-Етьєн | Чехія      | 2 – 2     | Хорватія       | ЧЄ 2016 - 1-й етап | 2    |          |
| 21-6-2016  | Ланс       | Чехія      | 0 – 2     | Туреччина      | ЧЄ 2016 - 1-й етап | -    |          |
| Усього     |            | Матчів     | 25        |                | Голів              | 41   |          |

## Титули і досягнення

### Як тренера
Жиліна
- Чемпіон Словаччини: 2006/07
- Третє місце чемпіонату Словаччини: 2007/08

Вікторія (Пльзень)
- Чемпіон Чехії (3) : 2010/11, 2012/13, 2017/18
- Третє місце чемпіонату Чехії: 2011/12
- Кубок Чехії: 2009/10
- Суперкубок Чехії: 2011

Лудогорець
- Чемпіон Болгарії (1): 2019/20

### Особисті
- Найкращий тренер року в Чехії (8) : 2010, 2011, 2012[8], 2013, 2014, 2015, 2017, 2018